# Rolando Molina
Pour les articles homonymes, voir Molina.
Rolando Molina est un acteur salvadorien, né le 13 août 1971 à San Salvador.

## Filmographie

### Cinéma
- 1992 : Sans rémission : un policier
- 1992 : Jamie's Secret : Gary
- 1992 : To Protect and Serve : Lenny
- 1993 : Menace to Society : Vato
- 1995 : Programmé pour tuer : le vendeur de la filmothèque
- 1995 : Le Plan diabolique : le policier avec le bœuf
- 1996 : Au-delà des lois : le quatrième parent d'un enfant assassiné
- 1996 : Sombres Soupçons : un participant au gang-bang
- 1996 : Street Corner Justice : Ruben
- 1996 : Mojave Moon : le deuxième homme
- 1998 : Primary Colors : Anthony Ramirez
- 1998 : The Pandora Project : M. Big et Jefe
- 1998 : The Unknown Cyclist : l'assistant du conducteur de van
- 1998 : Brown's Requiem : Ernie
- 2000 : Next Friday : Baby Joker
- 2000 : A Better Way to Die : Chach
- 2000 : En direct sur Ed TV : un ouvrier
- 2001 : Crazy/Beautiful : Hector
- 2002 : King Rikki : Javier
- 2003 : Bruce tout-puissant : Hood
- 2003 : Grind : l'agent de sécurité du spectacle
- 2004 : Party Animalz : Chewi
- 2004 : Cake : Benzito
- 2005 : Domino : le responsable de la sécurité
- 2005 : La rumeur court…
- 2006 : The Virgin of Juarez : un policier
- 2006 : Six Thugs : Chapo
- 2007 : Expired : le collectionneur de pièces de monnaie
- 2007 : Delta Farce : le barman
- 2008 : L'Œil du mal : l'agent de la TSA
- 2010 : Food Stamps : le voisin en colère
- 2010 : Broken : un voisin
- 2011 : Platinum Illusions : Oso
- 2011 : A Better Life : Jesus
- 2012 : Jewtopia : Ramone
- 2017 : Murder in the Woods : Jesus
- 2018 : Papi Chulo : Juan
- 2020 : Underwater Upside Down : Sal

### Télévision
- 1993 : Street Justice : Simmy (1 épisode)
- 1994 : Seinfeld : un punk (1 épisode)
- 1995 : Les Frères Wayans : Orson (1 épisode)
- 1995 : Cybill : Grip (1 épisode)
- 1995 : Le Retour des envahisseurs : Raymond (1 épisode)
- 1995-1996 : Urgences : Rolando (5 épisodes)
- 1996-1997 : Esprits rebelles (en) : Joker (2 épisodes)
- 1996-2000 : Pacific Blue : Manolo et Munchkin (2 épisodes)
- 1997 : Gun : un garde (1 épisode)
- 1997 : Cracker : un voisin (1 épisode)
- 1998 : Dharma et Greg : Hector (1 épisode)
- 1998-2003 : New York Police Blues : Idalo Tavarez et Barfly (2 épisodes)
- 1999 : Un toit pour trois : Larry le cameraman (1 épisode)
- 1999 : Le Flic de Shanghaï : Christian Rudecki (1 épisode)
- 1999-2000 : Good Versus Evil : Bennie et le sauteur de libellule (2 épisodes)
- 2000 : Amy : Mark Vasquez (1 épisode)
- 2000 : Charmed : Hernandez (1 épisode)
- 2000 : 7 à la maison : un juré (1 épisode)
- 2001 : Walker, Texas Ranger : Randy Drago (1 épisode)
- 2001 : Un homme à femmes (Ladies Man) : Iladio (1 épisode)
- 2002 : Ma famille d'abord : le valet (2 épisodes)
- 2002 : Becker : le deuxième papa (1 épisode)
- 2002 : The Shield : Hector Estanza (1 épisode)
- 2002 : Firefly : Bolles (1 épisode)
- 2003 : Le Cartel : le barman (1 épisode)
- 2003 : Preuve à l'appui : Hector Chirullo (1 épisode)
- 2004 : FBI : Opérations secrètes : Jesus Linares (1 épisode)
- 2005 : Le Monde de Joan : Trash Man God (1 épisode)
- 2005 : Oui, chérie ! : Julio (1 épisode)
- 2005 : Wanted : Idalo Tavarez (1 épisode)
- 2006 : What About Brian : un mec dans la file d'attente (1 épisode)
- 2006 : Les Experts : Miami : Rulon Domingo (1 épisode)
- 2007 : Dirt : Ozzy Romero (1 épisode)
- 2007 : Boston Justice : Miguel Obisbo (2 épisodes)
- 2007 : La Vie de palace de Zack et Cody : Hector (1 épisode)
- 2007-2016 : American Dad! : Mex, Fernando Jaramillo et l'homme du laboratoire de Meth (4 épisodes)
- 2008 : Hôpital central : Sal Del Torro (7 épisodes)
- 2009 : Heroes : le réceptionniste de l'hôtel (1 épisode)
- 2009 : Hawthorne : Infirmière en chef : Brian (1 épisode)
- 2010 : Sons of Tucson : Vic (1 épisode)
- 2010 : The Closer : L.A. enquêtes prioritaires : Tomas Medina (1 épisode)
- 2010 : Look : Gary (3 épisodes)
- 2010 : Desperate Housewives : Hector Sanchez (2 épisodes)
- 2011 : Southland : Chuy (1 épisode)
- 2011 : Sons of Anarchy : Benny (1 épisode)
- 2012 : Touch : Hector
- 2012 : La Loi selon Harry : Rodrigo (1 épisode)
- 2013 : Dexter : Armando (1 épisode)
- 2013 : Switched : un policier (1 épisode)
- 2014 :  Rush : Raoul (2 épisodes)
- 2014 : The Bridge : père Salas (1 épisode)
- 2014-2015 : Justified : Aguilar (2 épisodes)
- 2014-2018 : Les Griffin : le valet, le dealer et Tony Montana (6 épisodes)
- 2015 : The League : plusieurs rôles (1 épisode)
- 2016 : Rizzoli and Isles : Eduardo (1 épisode)
- 2016 : Code Black : l'homme de la maintenance (1 épisode)
- 2016 : Marvel : Les Agents du SHIELD : Santino Noguera (1 épisode)
- 2016 : Shameless : Jesus (1 épisode)
- 2019 : Jane the Novela : Salvador Negremonte